# Enjunta (biologia)

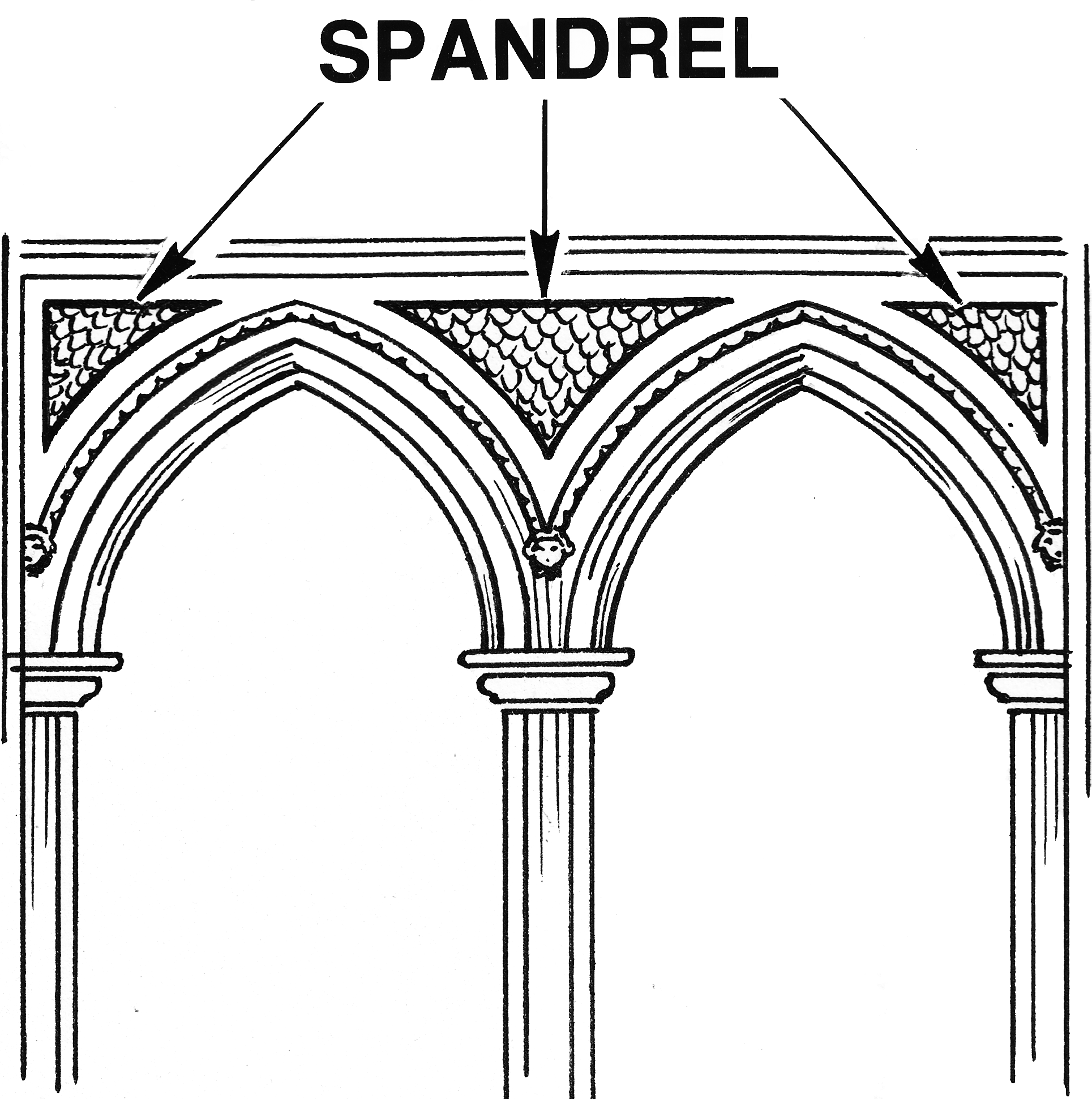
Stephen Jay Gould e Richard Lewontin usaram o termo arquitetônico "enjunta" (o espaço triangular no canto de um arco) para descrever um subproduto da evolução. Basílica de São Marcos, Veneza.

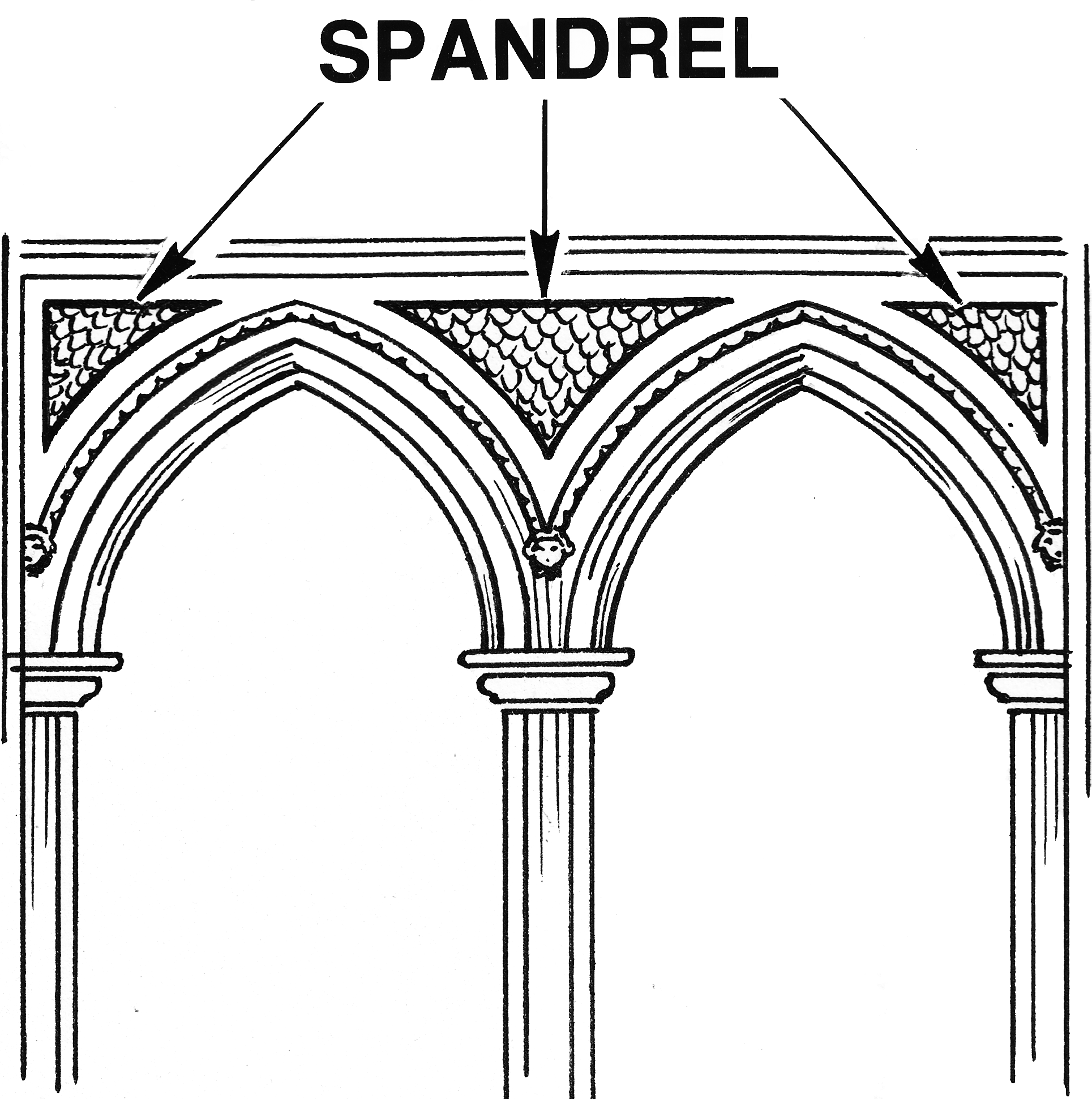
Stephen Jay Gould e Richard Lewontin usaram o termo arquitetônico "enjunta" (o espaço triangular no canto de um arco) para descrever um subproduto da evolução. Basílica de São Marcos, Veneza.

Na biologia evolutiva, uma enjunta é uma característica fenotípica que surge como subproduto da evolução de outra característica, em vez de ser um resultado direto da seleção adaptativa. Stephen Jay Gould e Richard Lewontin introduziram o termo na biologia em seu artigo de 1979, "The Spandrels of San Marco and the Panglossian Paradigm: A Critique of the Adaptationist Programme". O adaptacionismo é uma perspectiva que considera a maioria dos traços dos organismos como produtos adaptativos da seleção natural. Gould e Lewontin buscaram moderar o que viam como um viés adaptacionista, promovendo uma visão mais estruturalista da evolução.
O termo "enjunta" tem origem na arquitetura, onde designa os espaços aproximadamente triangulares entre o topo de um arco e o teto.

## Etimologia
O termo foi criado pelo paleontólogo Stephen Jay Gould e pelo geneticista populacional Richard Lewontin em seu artigo "The Spandrels of San Marco and the Panglossian Paradigm: A Critique of the Adaptationist Programme" (1979). O biólogo evolutivo Günter P. Wagner [en] descreveu o artigo como "o manifesto estruturalista mais influente".
No artigo, Gould e Lewontin utilizaram a analogia das enjuntas na arquitetura renascentista, como as áreas curvas de alvenaria entre arcos que sustentam uma cúpula, que surgem como consequência das decisões sobre a forma dos arcos e a base da cúpula, e não como um projeto voltado para os fins artísticos para os quais foram frequentemente usadas. Os autores destacaram propriedades como a necessidade de quatro enjuntas e sua forma tridimensional específica. Na época, acreditava-se amplamente na comunidade científica que tudo o que um animal desenvolvia com efeito positivo em sua aptidão era resultado da seleção natural ou de alguma adaptação. Gould e Lewontin propuseram uma hipótese alternativa: que, devido à adaptação e à seleção natural, subprodutos também são formados. Como esses subprodutos de adaptações não ofereciam vantagem relativa real para a sobrevivência, foram chamados de enjuntas. No sentido biológico, uma "enjunta" pode resultar de uma exigência inerente ao plano corporal de um organismo ou como subproduto de outra restrição na evolução adaptativa.
Em resposta à visão de que as enjuntas são apenas subprodutos pequenos e sem importância, Gould e Lewontin argumentam que "não devemos considerar que pequeno significa irrelevante. Enjuntas podem ser tão proeminentes quanto adaptações primárias". Um exemplo principal usado por eles é o cérebro humano. Muitos processos e ações secundárias surgem além das funções principais do cérebro humano. Esses processos e pensamentos secundários podem eventualmente se transformar em uma adaptação ou conferir uma vantagem de aptidão aos humanos. O fato de algo ser um traço secundário ou subproduto de uma adaptação não significa que seja inútil.
Em 1982, Gould e Vrba introduziram o termo "exaptação" para características que aumentam a aptidão em seu papel atual, mas que não foram desenvolvidas para esse papel pela seleção natural. As exaptações podem ser divididas em duas subcategorias: pré-adaptações e enjuntas. Enjuntas são características que não surgiram pela ação direta da seleção natural e que foram posteriormente cooptadas para um uso atual. Gould considerou o termo ideal para a biologia evolutiva por representar "o conceito de um subproduto arquitetônico não adaptativo de forma definida e necessária – uma estrutura de tamanho e forma específicos que se torna disponível para uma utilidade secundária posterior".

### Críticas ao termo
A proposta de Gould e Lewontin gerou uma vasta literatura crítica, que Gould caracterizou como baseada em duas perspectivas. Primeiro, surgiu uma alegação terminológica de que as "enjuntas" da Basílica de São Marcos não eram enjuntas, mas sim pendentipendículos. Gould respondeu: "O termo enjunta pode ser estendido de seu uso arquitetônico específico para subprodutos bidimensionais à generalidade de 'espaços sobrantes', uma definição que inclui apropriadamente os pendículos de São Marcos".
Outros críticos, como Daniel Dennett, afirmaram (em A Perigosa Ideia de Darwin e em outros lugares) que esses pendículos não são meros subprodutos arquitetônicos, como Gould e Lewontin supuseram. Dennett argumenta que alternativas aos pendículos, como mísulas ou trompas de ângulo, teriam servido igualmente bem do ponto de vista arquitetônico, mas os pendículos foram deliberadamente escolhidos por seu valor estético. Críticos como H. Allen Orr [en] argumentaram que essa falha de Lewontin e Gould reflete uma subestimação da prevalência de adaptações na natureza.

### Resposta às críticas
Gould respondeu que os críticos ignoram que o valor seletivo posterior é uma questão distinta da origem como consequência necessária da estrutura; ele resumiu seu uso do termo "enjunta" em 1997: "A biologia evolutiva precisa de um termo explícito para características que surgem como subprodutos, e não como adaptações, independentemente de sua utilidade exaptativa subsequente... As causas de origem histórica devem sempre ser separadas das utilidades atuais; sua confusão tem prejudicado seriamente a análise evolutiva da forma na história da vida". Gould cita a genitália masculinizada das hienas-malhadas e a câmara de incubação de alguns caracóis como exemplos de enjuntas evolutivas.
Gould (1991) delineia algumas considerações para atribuir ou negar o status de enjunta a uma estrutura, destacando primeiro que uma estrutura originada como enjunta por exaptação primária pode ter sido posteriormente refinada para sua utilidade atual por um conjunto de adaptações secundárias, de modo que o grau de adaptação de uma estrutura a uma função não pode ser usado como critério para atribuir ou negar o status de enjunta. A natureza da utilidade atual de uma estrutura também não serve como base para essa atribuição, nem ele vê a origem de uma estrutura como tendo relação com a extensão ou vitalidade de um papel cooptado posterior, mas atribui importância ao significado evolutivo posterior de uma estrutura. Isso parece sugerir que o design e a utilização secundária das enjuntas podem influenciar o processo evolutivo e, assim, determinar características principais de toda a estrutura. Os critérios que Gould aceita como válidos para atribuir ou negar o status de enjunta são a ordem histórica e a anatomia comparada. A ordem histórica envolve o uso de evidências históricas para determinar qual característica surgiu como adaptação primária e qual apareceu posteriormente como subproduto cooptado. Na ausência de evidências históricas, inferências sobre a evolução de uma estrutura são feitas por meio da anatomia comparada. Evidências são obtidas comparando exemplos atuais da estrutura em um contexto cladístico e tentando determinar uma ordem histórica a partir da distribuição resultante da tabulação.

## Exemplos de enjuntas

### Queixo humano

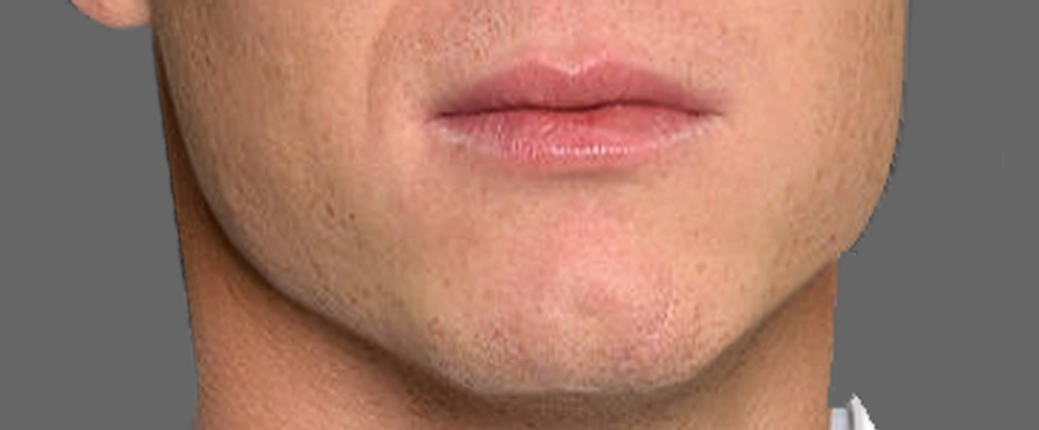

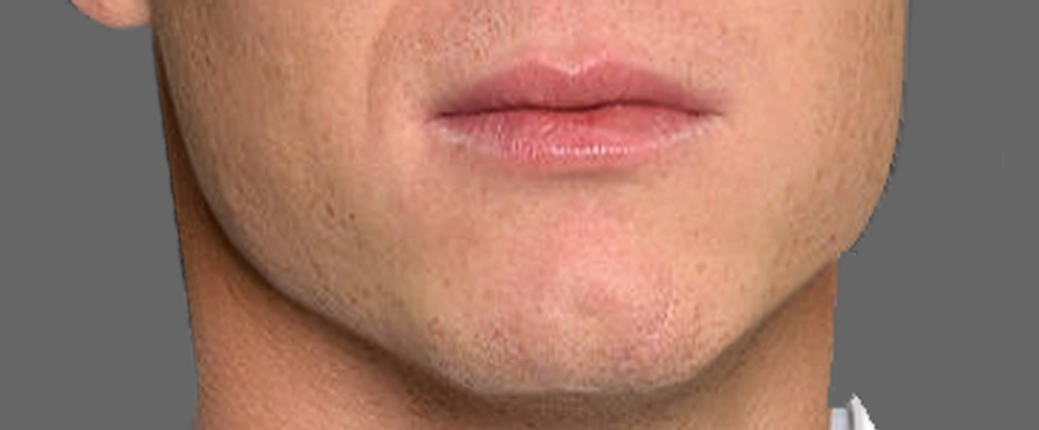

O queixo humano foi proposto como exemplo de enjunta, já que os humanos modernos (Homo sapiens) são a única espécie com essa característica anatômica, cuja função é desconhecida. No entanto, também foi sugerido que o queixo pode ser resultado de seleção, com base em uma análise da taxa de evolução do queixo no registro fóssil.

### Linguagem
O linguista Noam Chomsky e o próprio Gould argumentaram que a linguagem humana pode ter surgido como uma enjunta. Chomsky escreve que a faculdade da linguagem e a propriedade da infinidade discreta ou recursão, central em sua teoria da gramática universal (UG), podem ter evoluído como uma enjunta. Nessa visão, Chomsky inicialmente sugeriu que a linguagem seria resultado do aumento do tamanho e da complexidade do cérebro, embora não forneça respostas definitivas sobre quais fatores levaram o cérebro a atingir o tamanho e a complexidade dos quais a infinidade discreta é uma consequência. Steven Pinker e Ray Jackendoff consideram o argumento de Chomsky pouco convincente. Pinker argumenta que a faculdade da linguagem não é uma enjunta, mas sim um resultado da seleção natural.
Newmeyer (1998) vê a falta de simetria, a irregularidade e a idiossincrasia que a gramática universal tolera, bem como os princípios amplamente diferentes de organização de seus vários subcomponentes e as regras de ligação variadas que os relacionam, como evidência de que tais características de design não qualificam a linguagem como uma exaptação. Ele sugere que a gramática universal não pode ser derivada e autônoma ao mesmo tempo, e que Chomsky deseja que a linguagem seja um epifenômeno e um "órgão" simultaneamente, onde um órgão é definido como produto de um projeto genético dedicado. Rudolph Botha contra-argumenta que Chomsky ofereceu sua concepção da característica da recursão, mas não uma teoria da evolução da faculdade da linguagem como um todo.

### Música
Pinker escreveu que "no que diz respeito à causa e efeito biológicos, a música é inútil. Ela não mostra sinais de design para atingir um objetivo como vida longa, netos ou percepção e previsão precisas do mundo" e "suspeito que a música seja um cheesecake auditivo, uma iguaria requintada criada para estimular pontos sensíveis de pelo menos seis de nossas faculdades mentais". Dunbar achou essa conclusão estranha e afirmou que "ela cai no que poderíamos chamar de Falácia da Enjunta: 'Não tive tempo de determinar empiricamente se algo tem uma função, então concluo que não pode ter uma'". Dunbar afirma que há pelo menos dois papéis potenciais da música na evolução: "Um é seu papel no acasalamento e na escolha de parceiros, o outro é seu papel na ligação social".

## Etimologia
O termo foi criado pelo paleontólogo Stephen Jay Gould e pelo geneticista populacional Richard Lewontin em seu artigo "The Spandrels of San Marco and the Panglossian Paradigm: A Critique of the Adaptationist Programme" (1979). O biólogo evolutivo Günter P. Wagner [en] descreveu o artigo como "o manifesto estruturalista mais influente".
No artigo, Gould e Lewontin utilizaram a analogia das enjuntas na arquitetura renascentista, como as áreas curvas de alvenaria entre arcos que sustentam uma cúpula, que surgem como consequência das decisões sobre a forma dos arcos e a base da cúpula, e não como um projeto voltado para os fins artísticos para os quais foram frequentemente usadas. Os autores destacaram propriedades como a necessidade de quatro enjuntas e sua forma tridimensional específica. Na época, acreditava-se amplamente na comunidade científica que tudo o que um animal desenvolvia com efeito positivo em sua aptidão era resultado da seleção natural ou de alguma adaptação. Gould e Lewontin propuseram uma hipótese alternativa: que, devido à adaptação e à seleção natural, subprodutos também são formados. Como esses subprodutos de adaptações não ofereciam vantagem relativa real para a sobrevivência, foram chamados de enjuntas. No sentido biológico, uma "enjunta" pode resultar de uma exigência inerente ao plano corporal de um organismo ou como subproduto de outra restrição na evolução adaptativa.
Em resposta à visão de que as enjuntas são apenas subprodutos pequenos e sem importância, Gould e Lewontin argumentam que "não devemos considerar que pequeno significa irrelevante. Enjuntas podem ser tão proeminentes quanto adaptações primárias". Um exemplo principal usado por eles é o cérebro humano. Muitos processos e ações secundárias surgem além das funções principais do cérebro humano. Esses processos e pensamentos secundários podem eventualmente se transformar em uma adaptação ou conferir uma vantagem de aptidão aos humanos. O fato de algo ser um traço secundário ou subproduto de uma adaptação não significa que seja inútil.
Em 1982, Gould e Vrba introduziram o termo "exaptação" para características que aumentam a aptidão em seu papel atual, mas que não foram desenvolvidas para esse papel pela seleção natural. As exaptações podem ser divididas em duas subcategorias: pré-adaptações e enjuntas. Enjuntas são características que não surgiram pela ação direta da seleção natural e que foram posteriormente cooptadas para um uso atual. Gould considerou o termo ideal para a biologia evolutiva por representar "o conceito de um subproduto arquitetônico não adaptativo de forma definida e necessária – uma estrutura de tamanho e forma específicos que se torna disponível para uma utilidade secundária posterior".

### Críticas ao termo
A proposta de Gould e Lewontin gerou uma vasta literatura crítica, que Gould caracterizou como baseada em duas perspectivas. Primeiro, surgiu uma alegação terminológica de que as "enjuntas" da Basílica de São Marcos não eram enjuntas, mas sim pendentipendículos. Gould respondeu: "O termo enjunta pode ser estendido de seu uso arquitetônico específico para subprodutos bidimensionais à generalidade de 'espaços sobrantes', uma definição que inclui apropriadamente os pendículos de São Marcos".
Outros críticos, como Daniel Dennett, afirmaram (em A Perigosa Ideia de Darwin e em outros lugares) que esses pendículos não são meros subprodutos arquitetônicos, como Gould e Lewontin supuseram. Dennett argumenta que alternativas aos pendículos, como mísulas ou trompas de ângulo, teriam servido igualmente bem do ponto de vista arquitetônico, mas os pendículos foram deliberadamente escolhidos por seu valor estético. Críticos como H. Allen Orr [en] argumentaram que essa falha de Lewontin e Gould reflete uma subestimação da prevalência de adaptações na natureza.

### Resposta às críticas
Gould respondeu que os críticos ignoram que o valor seletivo posterior é uma questão distinta da origem como consequência necessária da estrutura; ele resumiu seu uso do termo "enjunta" em 1997: "A biologia evolutiva precisa de um termo explícito para características que surgem como subprodutos, e não como adaptações, independentemente de sua utilidade exaptativa subsequente... As causas de origem histórica devem sempre ser separadas das utilidades atuais; sua confusão tem prejudicado seriamente a análise evolutiva da forma na história da vida". Gould cita a genitália masculinizada das hienas-malhadas e a câmara de incubação de alguns caracóis como exemplos de enjuntas evolutivas.
Gould (1991) delineia algumas considerações para atribuir ou negar o status de enjunta a uma estrutura, destacando primeiro que uma estrutura originada como enjunta por exaptação primária pode ter sido posteriormente refinada para sua utilidade atual por um conjunto de adaptações secundárias, de modo que o grau de adaptação de uma estrutura a uma função não pode ser usado como critério para atribuir ou negar o status de enjunta. A natureza da utilidade atual de uma estrutura também não serve como base para essa atribuição, nem ele vê a origem de uma estrutura como tendo relação com a extensão ou vitalidade de um papel cooptado posterior, mas atribui importância ao significado evolutivo posterior de uma estrutura. Isso parece sugerir que o design e a utilização secundária das enjuntas podem influenciar o processo evolutivo e, assim, determinar características principais de toda a estrutura. Os critérios que Gould aceita como válidos para atribuir ou negar o status de enjunta são a ordem histórica e a anatomia comparada. A ordem histórica envolve o uso de evidências históricas para determinar qual característica surgiu como adaptação primária e qual apareceu posteriormente como subproduto cooptado. Na ausência de evidências históricas, inferências sobre a evolução de uma estrutura são feitas por meio da anatomia comparada. Evidências são obtidas comparando exemplos atuais da estrutura em um contexto cladístico e tentando determinar uma ordem histórica a partir da distribuição resultante da tabulação.

## Exemplos de enjuntas

### Queixo humano
O queixo humano foi proposto como exemplo de enjunta, já que os humanos modernos (Homo sapiens) são a única espécie com essa característica anatômica, cuja função é desconhecida. No entanto, também foi sugerido que o queixo pode ser resultado de seleção, com base em uma análise da taxa de evolução do queixo no registro fóssil.

### Linguagem
O linguista Noam Chomsky e o próprio Gould argumentaram que a linguagem humana pode ter surgido como uma enjunta. Chomsky escreve que a faculdade da linguagem e a propriedade da infinidade discreta ou recursão, central em sua teoria da gramática universal (UG), podem ter evoluído como uma enjunta. Nessa visão, Chomsky inicialmente sugeriu que a linguagem seria resultado do aumento do tamanho e da complexidade do cérebro, embora não forneça respostas definitivas sobre quais fatores levaram o cérebro a atingir o tamanho e a complexidade dos quais a infinidade discreta é uma consequência. Steven Pinker e Ray Jackendoff consideram o argumento de Chomsky pouco convincente. Pinker argumenta que a faculdade da linguagem não é uma enjunta, mas sim um resultado da seleção natural.
Newmeyer (1998) vê a falta de simetria, a irregularidade e a idiossincrasia que a gramática universal tolera, bem como os princípios amplamente diferentes de organização de seus vários subcomponentes e as regras de ligação variadas que os relacionam, como evidência de que tais características de design não qualificam a linguagem como uma exaptação. Ele sugere que a gramática universal não pode ser derivada e autônoma ao mesmo tempo, e que Chomsky deseja que a linguagem seja um epifenômeno e um "órgão" simultaneamente, onde um órgão é definido como produto de um projeto genético dedicado. Rudolph Botha contra-argumenta que Chomsky ofereceu sua concepção da característica da recursão, mas não uma teoria da evolução da faculdade da linguagem como um todo.

### Música
Pinker escreveu que "no que diz respeito à causa e efeito biológicos, a música é inútil. Ela não mostra sinais de design para atingir um objetivo como vida longa, netos ou percepção e previsão precisas do mundo" e "suspeito que a música seja um cheesecake auditivo, uma iguaria requintada criada para estimular pontos sensíveis de pelo menos seis de nossas faculdades mentais". Dunbar achou essa conclusão estranha e afirmou que "ela cai no que poderíamos chamar de Falácia da Enjunta: 'Não tive tempo de determinar empiricamente se algo tem uma função, então concluo que não pode ter uma'". Dunbar afirma que há pelo menos dois papéis potenciais da música na evolução: "Um é seu papel no acasalamento e na escolha de parceiros, o outro é seu papel na ligação social".